# Шапошніков Леонід Анатолійович
Леонід Анатолійович Шапошніков (нар. 30 жовтня 1969, Хабаровськ, Росія) — український академічний веслувальник, призер Олімпійських ігор та чемпіонатів світу.

## Життєпис
Леонід Шапошников народився в Хабаровську, а в три роки з батьками переїхав в Дніпропетровськ, де і розпочав займатися в шкільні роки академічним веслуванням.
Пізніше Леонід Шапошников тренувався в спортивному товаристві «Спартак» у Києві.
1987 року взяв участь в молодіжному чемпіонаті світу, на якому в складі радянської парної четвірки став бронзовим призером.
1991 року на чемпіонаті світу здобув срібну медаль в двійках парних.
На Олімпійських іграх 1992 Шапошніков у складі Об'єднаної команди фінішував дванадцятим в двійках парних.
Після Олімпіади 1992 виступав під прапором України. 1993 і 1994 року на чемпіонаті світу здобув срібну медаль в четвірках парних. 1995 року в змаганнях четвірок парних був четвертим.
На Олімпіаді 1996 в складі парної четвірки (Леонід Шапошніков, Микола Чуприна, Олександр Заскалько, Олександр Марченко) посів сьоме місце.
Протягом 1997 — 2000 років в складі парної четвірки (Леонід Шапошніков, Олег Ликов, Олександр Заскалько, Олександр Марченко) Шапошніков був переможцем і неодноразовим призером етапів Кубку світу, на чемпіонаті світу 1997 року став третім, а на чемпіонаті світу 1999 року — другим.
На Олімпіаді 2000 Шапошніков у складі парної четвірки став шостим.
Протягом 2001 — 2002 років Шапошніков у складі парної четвірки (Геннадій Захарченко, Костянтин Зайцев, Олег Ликов, Леонід Шапошніков) був неодноразовим переможцем і призером етапів Кубку світу.
На афінській Олімпіаді в складі парної четвірки (Сергій Гринь, Сергій Білоущенко, Олег Ликов, Леонід Шапошніков) він виборов бронзову медаль.
2005 року Шапошніков брав участь в стартах на Кубку і чемпіонаті світу в складі парної четвірки, на яких не досяг призових місць, після чого припинив виступи.

### Виступи на Олімпіадах
| Олімпіада      | Дисципліна     | Місце |
| -------------- | -------------- | ----- |
| Барселона 1992 | двійки парні   | 12    |
| Атланта 1996   | четвірки парні | 7     |
| Сідней 2000    | четвірки парні | 6     |
| Афіни 2004     | четвірки парні | 3     |